# Kotor Varoš
Kotor Varoš (serbisk: Котор Варош) er en by og kommune i det nordvestlige Bosnien-Hercegovina, Republika Srpska.

## Historie
Østrig-Ungarns kontrol over Bosnien-Hercegovina indledtes i 1878 og afsluttedes med etableringen af "Kongeriget af serbere, kroater og slovenere" i 1918, senere omdøbt til Kongeriget Jugoslavien. Byen var en del af Vrbas Banovina (1929-1941), og efter Anden Verdenskrig blev den en del af "Den Socialistiske Republik Bosnien-Hercegovina".
Under krigen i Bosnien-Hercegovina (1992-1995), blev religiøse og kulturelle monumenter og seværdigheder ødelagt af serbiske paramilitære grupper, blandt andet en katolsk kirke i centrum af byen og alle moskeer. I den sydlige Čaršija (basar) fjerdedel af byen blev næsten alle huse ødelagt. Bosnisk-serbisk dominerede dele af byen var stort set upåvirket. Bosnisk-serbisk politi og militære styrker ødelagde også omkringliggende landsbyer, især dem opstrøms langs Vrbanja til Kruševo Brdo, samt alle ikke-serberiske landsbyer nedstrøms til Banja Luka. Alle bosættelser i Vrbanja dalen blev brændt af, og store dele af den bosniske og kroatiske befolkning forlod byen.

### Interneringslejre under borgerkrigen (1992-1995)
Lejre for bosniere og kroatere i Kotor Varoš kommune:
- 1. – Pilana
- 2. – Srednjoškolski centar,
- 3. – Stari Sud,
- 4. – Osnovna škola,
- 5. – Maslovare,
- 6. – MUP Šiprage,
- 7. – Kožara,
- 8. – MUP Kotor Varoš,
- 9. – Dom zdravlja, Kotor Varoš,
- 10. – Jelšingrad, Kotor Varoš,
- 11. – Stari zatvor, Kotor Varoš,
- 12. – Osnovna škola - Grabovica,
- 13. - Benzinska pumpa – Vrbanjci.
- 14. – Đevdin kafić - Vrbanjci,
- 15. – Osnovna škola - Čelinac,
- 16. – Popovac - Čelinac.
- 17. - Zatvor - Čelinac,
- 18. – Borje – Planina.[10]

## Demografi
| Etnicitet   | 1971           | 1981           | 1991           |
| Serbere     | 749 (19,99%)   | 1.310 (24,15%) | 2.522 (34,03%) |
| Kroatere    | 1.490 (39,77%) | 1.789 (32,98%) | 2.432 (32,81%) |
| Bosniere    | 1.342 (35,82%) | 1.436 (26,47%) | 1.800 (24,28%) |
| Jugoslavere | 110 (2,93%)    | 787 (14,51%)   | 547 (7,38%)    |
| Øvrige      | 55 (1,46%)     | 101 (1,86%)    | 110 (1,48%)    |
| I alt       | 3.746          | 5.423          | 7.411          |

| Indbyggere i Kotor Varoš kommune fordelt på etnisk gruppe i 1953 | Indbyggere i Kotor Varoš kommune fordelt på etnisk gruppe i 1953 | Indbyggere i Kotor Varoš kommune fordelt på etnisk gruppe i 1953 | Indbyggere i Kotor Varoš kommune fordelt på etnisk gruppe i 1953 | Indbyggere i Kotor Varoš kommune fordelt på etnisk gruppe i 1953 | Indbyggere i Kotor Varoš kommune fordelt på etnisk gruppe i 1953 | Indbyggere i Kotor Varoš kommune fordelt på etnisk gruppe i 1953 | Indbyggere i Kotor Varoš kommune fordelt på etnisk gruppe i 1953 | Indbyggere i Kotor Varoš kommune fordelt på etnisk gruppe i 1953 | Indbyggere i Kotor Varoš kommune fordelt på etnisk gruppe i 1953 | Indbyggere i Kotor Varoš kommune fordelt på etnisk gruppe i 1953 |
| Område                                                           | I alt                                                            | Serbere                                                          | Kroatere                                                         | Jugoslavere uafklaret                                            | Slovenere                                                        | Makedonere                                                       | Montenegrinere                                                   | Tjekker                                                          | Rusinere Ukrainere                                               | Andre ikke-Slavere                                               |
| ---------------------------------------------------------------- | ---------------------------------------------------------------- | ---------------------------------------------------------------- | ---------------------------------------------------------------- | ---------------------------------------------------------------- | ---------------------------------------------------------------- | ---------------------------------------------------------------- | ---------------------------------------------------------------- | ---------------------------------------------------------------- | ---------------------------------------------------------------- | ---------------------------------------------------------------- |
| Kotor Varoš amt                                                  | 37.898                                                           | 25.008                                                           | 6.485                                                            | 6.375                                                            | 4                                                                | 4                                                                | 10                                                               | 2                                                                | 2                                                                | 8                                                                |
| Kotor Varoš by                                                   | 4.715                                                            | 805                                                              | 2.640                                                            | 1.253                                                            | 2                                                                | 3                                                                | 6                                                                | 1                                                                | 1                                                                | 4                                                                |
| Maslovare                                                        | 4.574                                                            | 3.966                                                            | 8                                                                | 600                                                              | -                                                                | -                                                                | -                                                                | -                                                                | -                                                                | -                                                                |
| Previle                                                          | 4.576                                                            | 3.537                                                            | 696                                                              | 342                                                              | -                                                                | -                                                                | -                                                                | -                                                                | -                                                                | 1                                                                |
| Skender Vakuf                                                    | 7.100                                                            | 6.566                                                            | 16                                                               | 518                                                              | -                                                                | -                                                                | -                                                                | -                                                                | -                                                                | -                                                                |
| Šiprage                                                          | 7.746                                                            | 6.036                                                            | 24                                                               | 1.682                                                            | 1                                                                | 1                                                                | -                                                                | -                                                                | -                                                                | 2                                                                |
| Vrbanjci                                                         | 4.919                                                            | 1.678                                                            | 1.728                                                            | 1.505                                                            | 1                                                                | -                                                                | 4                                                                | 1                                                                | 1                                                                | 1                                                                |
| Zabrđe                                                           | 4.268                                                            | 2.420                                                            | 1.373                                                            | 475                                                              | -                                                                | -                                                                | -                                                                | -                                                                | -                                                                | -                                                                |